# Giuseppe Bonaparte
Giuseppe Bonaparte (in francese Joseph Bonaparte; Corte, 7 gennaio 1768 – Firenze, 28 luglio 1844) fu re di Napoli dal 1806 al 1808, e re di Spagna dal 1808 al 1813, meglio conosciuto in quanto fratello maggiore di Napoleone.

## Biografia

### Giovinezza tra l'Italia e la Francia
Inizialmente destinato alla carriera ecclesiastica, Giuseppe frequentò per qualche tempo dal 1778 il collegio di Autun, rimanendo comunque già subito coinvolto nella causa della liberazione della Corsica, iniziativa che abbandonò presto per quella della Francia dopo numerosi diverbi avuti con Pasquale Paoli, che la sua famiglia aveva in un primo tempo sostenuto nella lotta indipendentista dell'isola e che poi aveva abbandonato definitivamente quando la Repubblica di Genova aveva venduto l'isola ai francesi.
Nel frattempo, con la morte del padre e la presenza dei fratelli più piccoli (Girolamo, il più giovane di questi, aveva appena tre mesi) e della madre, non ancora ventenne assunse il ruolo di capofamiglia, ruolo che però cedette qualche tempo dopo al fratello minore Napoleone, unico già fornito di reddito. Quando nel 1787 il fratello Napoleone fece ritorno in Corsica dopo avere compiuto i propri studi militari ed essere divenuto ufficiale di artiglieria, si trasferì per qualche tempo in Toscana, dove intraprese gli studi di giurisprudenza all'Università di Pisa, laureandosi l'anno successivo e facendo nuovamente ritorno in Corsica con la famiglia. Nominato avvocato del Consiglio superiore della Corsica a Bastia, nel 1789 lasciò la carica faticosamente acquisita per tornare in Toscana e ottenere dal granduca il riconoscimento dell'antica nobiltà di famiglia, processo già perseguito da suo padre.
Tornato ancora una volta ad Ajaccio, Giuseppe divenne segretario del generale Rossi, da poco presidente del Comitato generale dei tre ordini, che aveva il compito di presiedere l'ordine nell'isola. Il 30 novembre 1789 l'Assemblea nazionale della Corsica respinse la richiesta di Genova di potere rioccupare pacificamente l'isola, abolendo contestualmente anche il regime militare e dichiarando invece la Corsica parte integrante del territorio francese. A quel tempo Giuseppe venne nominato giudice, grazie anche all'amicizia di Clemente Paoli, fratello maggiore di Pasquale, che aveva frequentato a Pisa durante i suoi studi.
Nel 1793 l'applicazione della costituzione civile del clero determinò anche in Corsica un malcontento sfociato in numerose rivolte, con conseguenti repressioni. Pasquale Paoli, accusato ormai di tradimento della patria, si schierò dapprima contro i francesi, appoggiando invece l'intervento degli inglesi che, asserragliati in Piemonte, sbarcarono nel giugno del 1794 sull'isola e ne dichiararono l'annessione alla corona britannica.

### Matrimonio
Nel 1794, a Cuges-les-Pins, Giuseppe sposò Giulia Clary, figlia di un commerciante di Marsiglia; ebbe da lei tre figlie, di cui solo due sopravvissero.

### Guerre napoleoniche

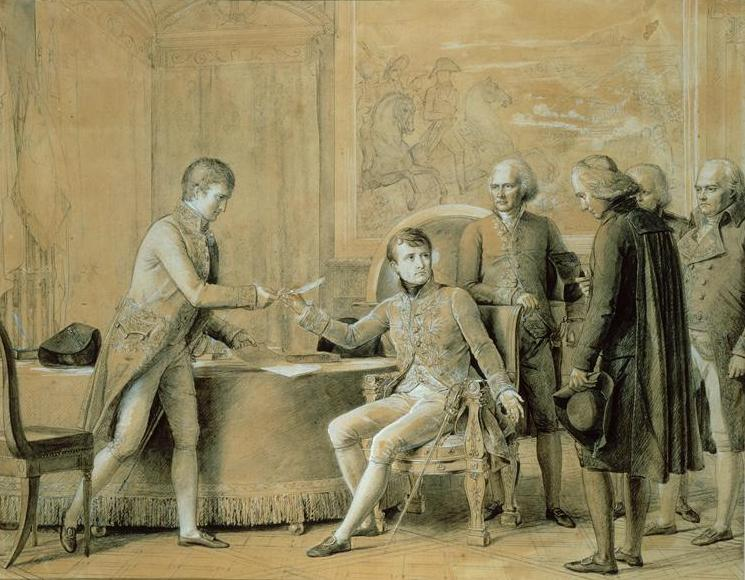
La firma dell'accordo tra Francia e Santa Sede (1801); Giuseppe Bonaparte è in piedi sulla sinistra, al centro il fratello Napoleone

Nel 1796 Giuseppe prese parte con Napoleone alla prima campagna d'Italia, lasciando la Corsica che ormai veniva abbandonata anche dagli inglesi. L'anno seguente, durante la Prima Repubblica francese, venne nominato diplomatico, prima alla corte dei duchi di Parma e poi a Roma, lasciando la città solo dopo i disordini del 28 dicembre 1797 e l'assassinio del generale Duphot, suo aiutante. Tornato in Francia, fu membro del Consiglio dei Cinquecento, l'organo legislativo inferiore all'epoca del Direttorio, nel 1798. In preparazione del colpo di Stato del 18 brumaio, tentò di riconciliare Napoleone con il generale Bernadotte, facendolo sposare con la sorella di sua moglie, Désirée Clary. Fu in questo periodo che acquistò la proprietà di Mortefontaine.
Durante le guerre napoleoniche svolse il compito di inviato per conto di suo fratello e firmò trattati con gli Stati Uniti, l'Austria, la Gran Bretagna e lo Stato Pontificio, di cui ricordiamo i più rilevanti: il trattato di Mortefontaine (1800), la pace di Lunéville (1801) e la pace di Amiens (1802).

### Ascesa al Regno di Napoli

Stemma del Regno di Napoli al tempo di Giuseppe Bonaparte

Con la proclamazione di Napoleone a imperatore, il Senato conferì anche ai suoi fratelli Giuseppe, Luigi e Luciano il titolo di altezze imperiali e il rango di principi francesi. Durante la campagna che vide impegnato suo fratello nel 1805, assicurò la reggenza dell'impero. Nel 1805 ottenne il titolo di gran dignitario dell'Impero francese e il titolo di grande elettore dell'impero, stabilendosi al castello di Villandry, acquistato per lui dal fratello, ma preferendo di gran lunga il Palazzo del Lussemburgo a Parigi.
Dal 1806 al 1808 Giuseppe Bonaparte governò il Regno di Napoli in nome di suo fratello, che gli affiancò nel governo i napoletani Antonio Cristoforo Saliceti e Marzio Mastrilli, oltre ad altri valenti personaggi di governo francesi dell'epoca, quali Pierre-Louis Roederer, André-François Miot de Mélito, Louis Stanislas de Girardin e Mathieu Dumas.

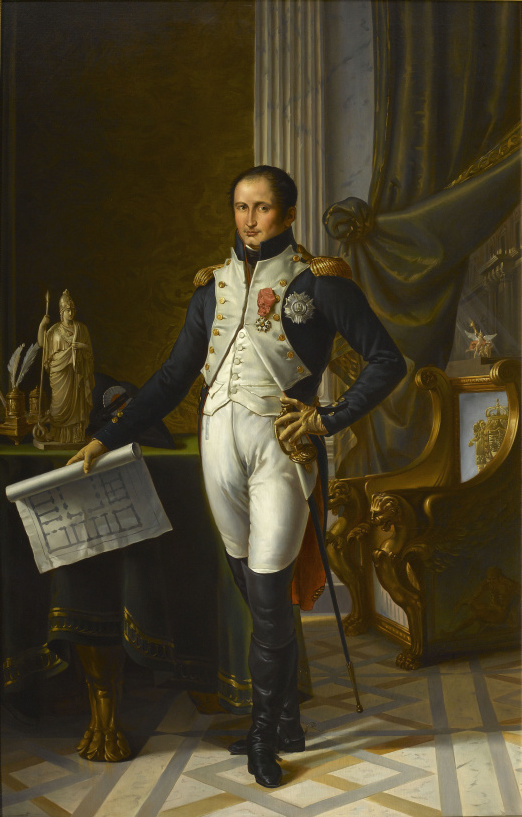
Giuseppe Bonaparte, re di Napoli, in un ritratto del 1808

Con Andrea Massena a capo della spedizione che aveva il compito di scacciare i Borboni da Napoli, Giuseppe intraprese il suo viaggio verso il regno del sud e nel gennaio 1806 si fermò per tre giorni a Roma, dove firmò un accordo per le forniture militari al nuovo regno che andava conquistando, passando poi il confine con 40.000 uomini. L'11 febbraio entrò nella piazzaforte di Capua e il 15 dello stesso mese fece il proprio ingresso solenne a Napoli, omaggiato dalle autorità cittadine e di governo, che apprezzarono particolarmente il suo gesto di omaggio a San Gennaro, patrono della città, cui fece dono di una preziosissima collana di diamanti. Ferdinando IV di Napoli, intanto, era fuggito in Sicilia e il suo esercito si era ritirato al suo seguito. Per conoscere e farsi conoscere, Giuseppe intraprese subito una visita nelle principali province del regno, giungendo in Calabria già nel marzo successivo.
Nel pur breve periodo del suo regno promulgò importanti riforme, tra cui l'eversione della feudalità, e istituì nuovi organi, come l'Intendenza e la Gran corte criminale, inimicandosi l'aristocrazia, ma venendo invece apprezzato dal popolo. Con decreto del 22 febbraio 1806 fondò il corpo dei pompieri. Il brigantaggio fu un problema non indifferente durante il governo napoletano di Giuseppe, fenomeno criminale fomentato dai Borboni che minacciavano in continuazione di destabilizzare il governo napoleonico nella penisola. 
Massone, a partire dal "Grande Oriente della Divisione dell'Armata d'Italia esistente nel regno di Napoli", sotto la Gran Maestranza del generale napoleonico e patriota italiano Giuseppe Lechi, fondò nel 1807 il Grande Oriente di Napoli, di cui fu Gran maestro fino al 1841.
Nel 1808 ricevette da Napoleone una lettera che lo informava di averlo prescelto per il ruolo di nuovo sovrano di Spagna, dove Bonaparte era riuscito a ottenere con l'inganno l'abdicazione di Carlo IV; la penisola iberica si presentava come un punto strategico per fermare la continua spina nel fianco dell'Impero francese rappresentata dalle forze inglesi e dai loro facili sbarchi in Europa proprio attraverso Spagna e Portogallo. Per ordine del fratello imperatore, quindi, Giuseppe il 5 luglio 1808 consegnò il regno al cognato Gioacchino Murat, che divenne il nuovo sovrano. Per evitare che un vuoto di potere improvviso potesse alimentare ulteriori sentimenti di malcontento, quando Giuseppe dovette intraprendere il viaggio verso Madrid, gli atti di governo continuarono a essere firmati a suo nome, pur avendo lasciato la moglie alla reggenza formale del trono in sua assenza.

### Governo in Spagna

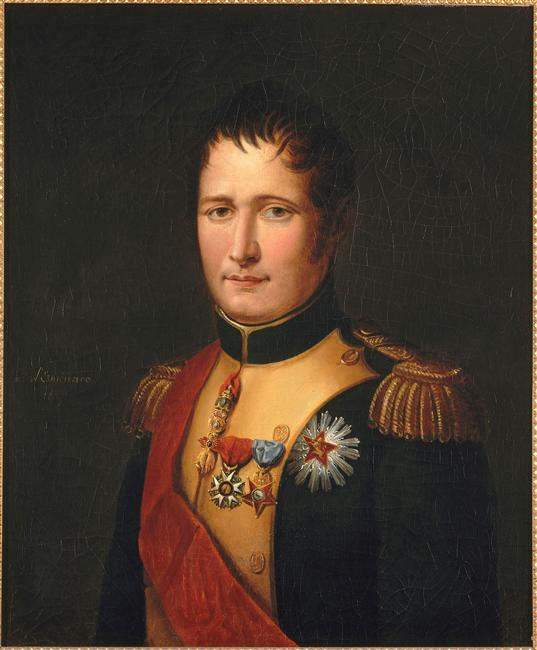
Giuseppe Bonaparte, re di Spagna, in uniforme da ufficiale dell'esercito

Il 6 luglio 1808 suo fratello lo nominò re di Spagna e lo proclamò sovrano con il nome di Giuseppe Napoleone I.
Giuseppe era riluttante a lasciare Napoli, dove almeno il popolo lo apprezzava, al contrario della Spagna, dove il governo napoleonico era odiato. In Spagna Giuseppe trovò innanzitutto una fiera opposizione da parte dei suoi avversari politici, che lo chiamarono scherzosamente Pepe Botella per la sua inclinazione all'alcool, una accusa che molti storiografi spagnoli oggi rigettano, sostenendo che Giuseppe fosse completamente astemio. Il popolo di Madrid lo chiamava il "Re piazzuola", dato che fece abbattere molte chiese e conventi nella capitale spagnola per fare posto alla costruzione di piazze pubbliche. La più importante di queste fu la piazza orientale del Palazzo Reale.
Il suo arrivo a Madrid giunse in piena guerra d'indipendenza spagnola, dopo le sollevazioni popolari del 2 maggio contro le truppe napoleoniche. Secondo lo storico inglese Thompson, questa rivolta spagnola fu "la reazione alle nuove istituzioni e alle nuove idee, un movimento in difesa di quella corona ereditaria dei re cattolicissimi che Napoleone, un nemico scomunicato dal papa, aveva posto sul capo di un francese; l'offesa si estendeva alla chiesa cattolica stessa, perseguitata dai repubblicani che dissacrarono chiese, uccisero preti e rafforzarono la "legge dei culti", compromettendo anche i diritti locali a vantaggio di un governo centralizzato.

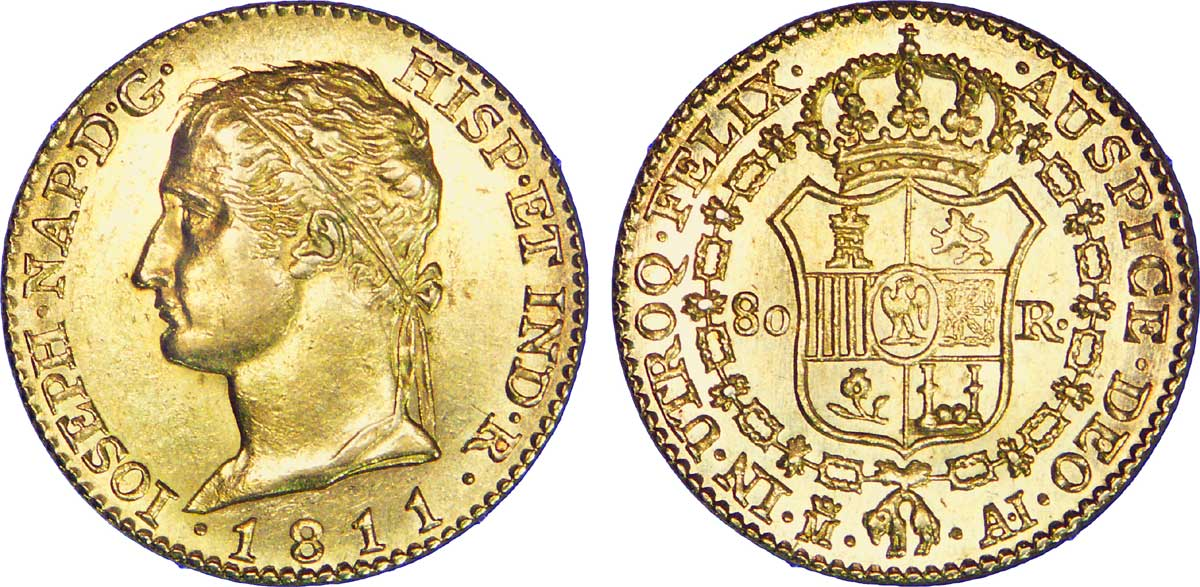
Giuseppe Bonaparte su una moneta da 80 reales

Durante la sua prima fase di governo della Spagna, Giuseppe si ritirò per qualche tempo nella parte settentrionale del paese. Sentendosi in una posizione difficile e per lui ignominiosa, Giuseppe propose la sua abdicazione dal trono spagnolo nella speranza che il fratello lo avrebbe riportato a Napoli. Al contrario di quanto auspicato, l'imperatore inviò in Spagna numerosi rinforzi per assistere il sovrano nel mantenere la sua posizione come re di Spagna. Malgrado il facile assedio di Madrid e il controllo del governo di Giuseppe su diverse città e province, il governo bonapartista in Spagna fu costellato sempre da resistenze e guerriglie filo-borboniche.
Promulgò la Costituzione di Baiona nell'intento di guadagnarsi l'appoggio dei nobili e degli uomini illustri spagnoli (chiamati successivamente afrancesados); tuttavia non riuscì a fare trionfare il programma riformista del suo governo. L'essere stato imposto dagli invasori come sovrano e le misure liberali che egli attuò gli procurarono l'ostilità popolare, allontanando l'appoggio del popolo spagnolo e perfino quello dei propri seguaci, gli afrancesados.
Durante il regno di Giuseppe in Spagna, il Venezuela dichiarò la propria indipendenza (1810) dalla Spagna e fu la prima nazione in assoluto a fare questa azione.

### Fuga
Giuseppe dovette fuggire davanti alla ritirata delle truppe francesi nella battaglia di Bailén. Ma l'intervento di suo fratello Napoleone, arrivato al comando della maggior parte dell'esercito, lo rassicurò che poteva ristabilire il suo governo nella capitale iberica.
Dopo la disfatta nella battaglia delle Arapiles, il 22 giugno del 1812, Giuseppe abbandonò di nuovo Madrid per andare verso la Francia, ma il suo passaggio per Vitoria fu bloccato dalle truppe del duca di Wellington, che sconfissero il suo esercito. Uscì dalla Spagna definitivamente il 13 giugno 1813 - senza il suo prezioso "equipaggiamento", che consisteva nei gioielli della Corona spagnola e in opere d'arte - per rifugiarsi in Francia, dove rimase fino alla caduta di Napoleone.

### Luogotenente dell'Impero: battaglia di Parigi

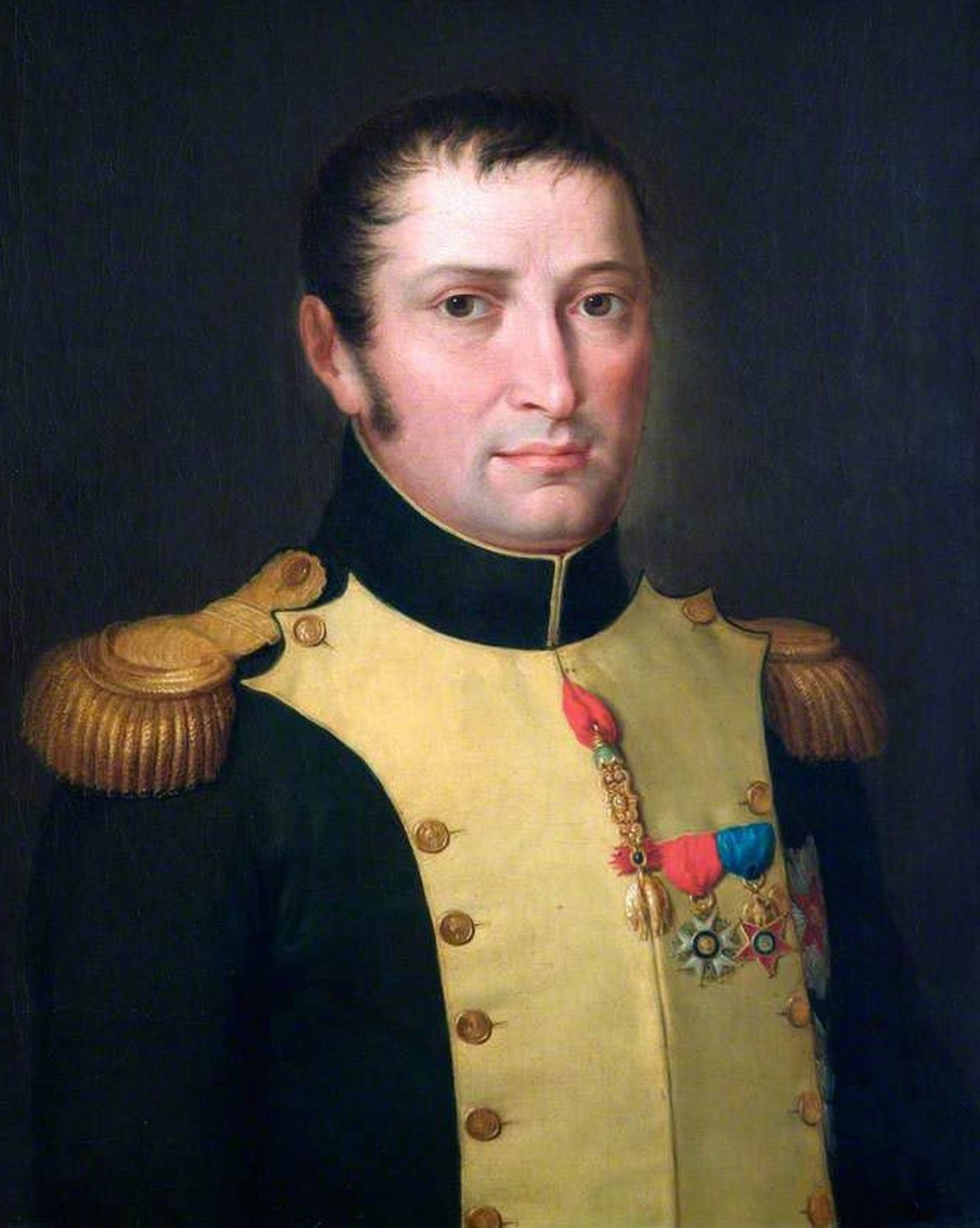
Giuseppe Bonaparte

Dopo la sconfitta francese nella guerra della sesta coalizione e l'invasione del territorio nazionale da parte delle truppe austro-russo-prussiane, venne nominato dal fratello Napoleone luogotenente dell'Impero, con il compito di difendere la città di Parigi dal nemico.
Incapace di dominare gli eventi, il 30 marzo 1814 autorizzò i marescialli di Francia Marmont e Mortier a negoziare con gli alleati la capitolazione della città e lasciò Parigi diretto a Blois, ove stava la cognata, l'imperatrice reggente Maria Luisa d'Asburgo-Lorena con il figlio Napoleone, re di Roma.

### Ritiro negli Stati Uniti e ritorno in Italia
Si trasferì allora negli Stati Uniti (1817), dove si costruì una tenuta a Point Breeze, Filadelfia, lussuosamente ammobiliata e con un'impressionante collezione di libri rari e opere d'arte; vi risiedette con un'amante statunitense, mentre la moglie rimase con i suoi figli in Europa, fino al 1839.
Sotto il nome di Conte di Survilliers si dedicò a opere di beneficenza, protetto dai bonapartisti emigrati per mezzo della Massoneria (alla quale era stato iniziato l'8 ottobre 1793 nella Loggia Parfaite Sincérité di Marsiglia, divenendo nel 1804 Gran maestro del Grande Oriente di Francia e poi a Napoli Gran maestro del Grande Oriente di Napoli); nel 1841 ricevette l'autorizzazione a trasferirsi a Firenze.

### Morte
Morì a Firenze, a Palazzo Serristori, il 28 luglio del 1844. Il suo corpo venne in un primo tempo sepolto nella basilica di Santa Croce, accanto a quello della figlia Charlotte (un anno dopo, nel 1845, li raggiungerà anche quello di Julie Clary). Successivamente, nel 1862, su interessamento del nipote Napoleone III, i soli resti di Giuseppe vennero trasferiti a Parigi, all'Hôtel des Invalides, dove tuttora hanno riposo.

## Discendenza

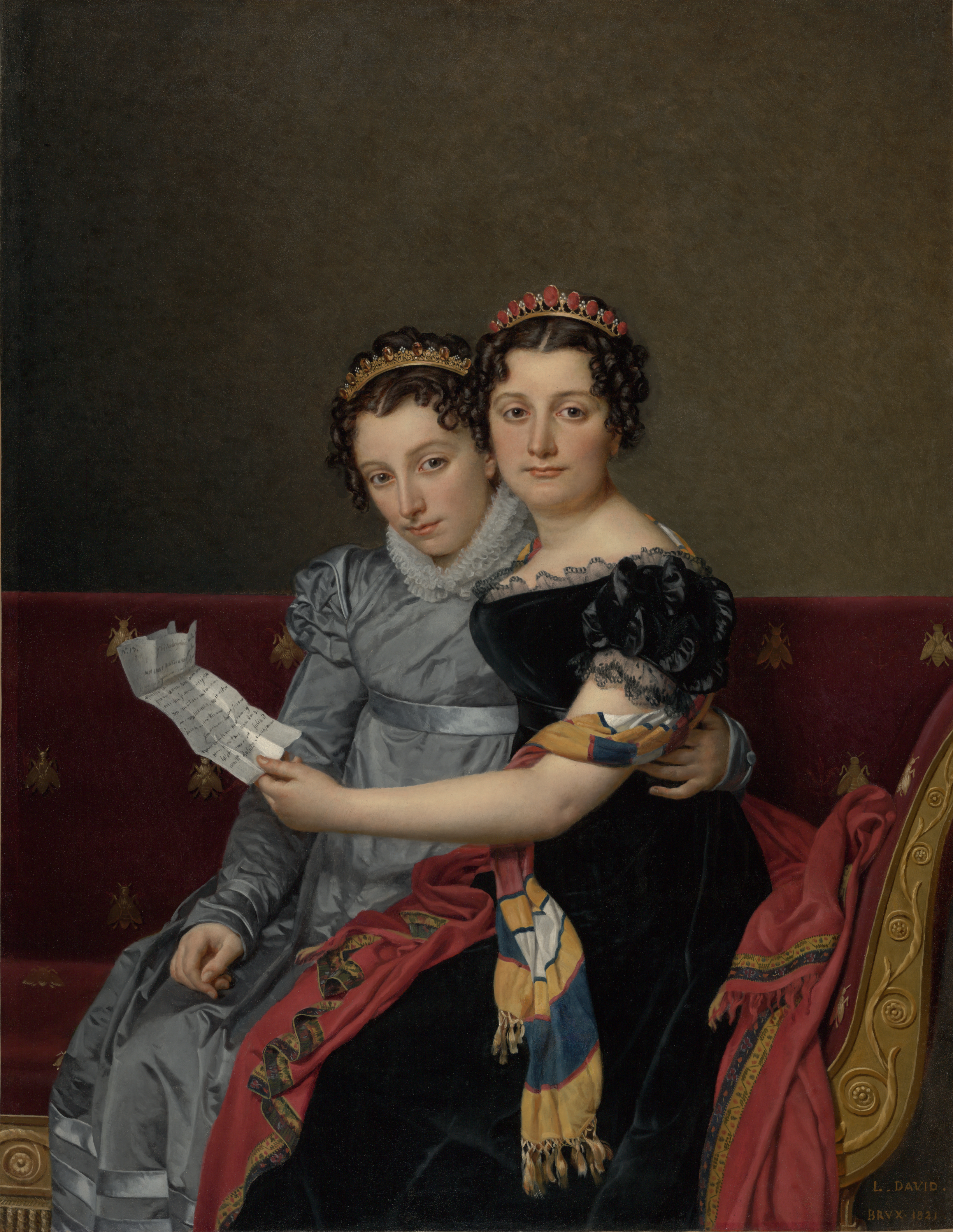
Zénaïde Bonaparte e la sorella Carlotta

Giuseppe e Giulia Clary ebbero tre figlie, di cui solo due sopravvissero:
- Giulia Giuseppina Bonaparte (29 febbraio 1796 - 6 giugno 1797)
- Zenaide Letizia Giulia Bonaparte (Parigi, 8 luglio 1801 - Napoli, 8 agosto 1854), sposò il principe Carlo Luciano Bonaparte, suo cugino primo, figlio di Luciano Bonaparte, con discendenza.
- Carlotta Napoleona Bonaparte (Parigi, 31 ottobre 1802 - Sarzana, 3 marzo 1839), sposò il principe Napoleone Luigi Bonaparte, suo cugino primo, figlio di Luigi Bonaparte, senza discendenza. Alcuni anni dopo essere rimasta vedova, rimase incinta di un figlio illegittimo, ma morì con esso durante il parto.

Durante il suo periodo di governo nel Regno di Napoli ebbe una relazione con Maria Giulia Colonna di Stigliano, moglie del duca d'Atri, dalla quale ebbe due figli illegittimi:
- Giulio (1806–1838)
- Teresa (1808-morta infante)

Durante il suo esilio americano, con l'amante Annette Savage ("Madame de la Folie") Giuseppe ebbe altre due figlie illegittime:
- Paolina Anna, morta infante
- Caterina Carlotta (1822–1890), sposò il colonnello Zebulon Howell Benton della contea di Jefferson, New York, dal quale ebbe un figlio, Louis Joseph Benton (1848-1940).

Ebbe anche una relazione con Émilie Hémart Lacoste (1798-1879), dalla quale ebbe un figlio illegittimo:
- Felice Giuseppe Francesco Lacoste (1825).

La Hémart sarà anche madre dello scrittore e romanziere francese Louis Edmond Duranty (1833-1880).

## Ascendenza
|                                                  |                            |                                | Genitori                         |  |  | Nonni |  |  | Bisnonni                                           |  |  | Trisnonni                         |  |
|                                                  |                            |                                |                                  |  |  |       |  |  | Sebastiano Nicola Buonaparte (1683 - dopo il 1720) |  |  | Giuseppe Buonaparte (1663 – 1703) |  |
|                                                  |                            |                                |                                  |  |  |       |  |  | Sebastiano Nicola Buonaparte (1683 - dopo il 1720) |  |  | Giuseppe Buonaparte (1663 – 1703) |  |
|                                                  |                            | Maria Bozzi (1668 c. – 1704)   |                                  |  |  |       |  |  | Sebastiano Nicola Buonaparte (1683 - dopo il 1720) |  |  |                                   |  |
| Giuseppe Maria Buonaparte (1713 - 1763)          |                            |                                |                                  |  |  |       |  |  | Sebastiano Nicola Buonaparte (1683 - dopo il 1720) |  |  |                                   |  |
|                                                  |                            | Maria Anna Tusoli di Bocagnano | Carlo Tusoli di Bocagnano        |  |  |       |  |  |                                                    |  |  |                                   |  |
|                                                  |                            | Maria Anna Tusoli di Bocagnano | Carlo Tusoli di Bocagnano        |  |  |       |  |  |                                                    |  |  |                                   |  |
|                                                  |                            | Maria Anna Tusoli di Bocagnano | Isabella                         |  |  |       |  |  |                                                    |  |  |                                   |  |
| Carlo Maria Buonaparte (1746 - 1785)             |                            | Maria Anna Tusoli di Bocagnano |                                  |  |  |       |  |  |                                                    |  |  |                                   |  |
|                                                  |                            | Giuseppe Maria Paravicini      | Francesco Maria Paravicini       |  |  |       |  |  |                                                    |  |  |                                   |  |
|                                                  |                            | Giuseppe Maria Paravicini      | Francesco Maria Paravicini       |  |  |       |  |  |                                                    |  |  |                                   |  |
|                                                  |                            | Giuseppe Maria Paravicini      |                                  |  |  |       |  |  |                                                    |  |  |                                   |  |
| Maria Saveria Paravicini (1715 - prima del 1750) |                            | Giuseppe Maria Paravicini      |                                  |  |  |       |  |  |                                                    |  |  |                                   |  |
|                                                  |                            | Maria Angela Salineri          | Angelo Agostino Salineri         |  |  |       |  |  |                                                    |  |  |                                   |  |
|                                                  |                            | Maria Angela Salineri          | Angelo Agostino Salineri         |  |  |       |  |  |                                                    |  |  |                                   |  |
|                                                  |                            | Maria Angela Salineri          | Francetta Merezano               |  |  |       |  |  |                                                    |  |  |                                   |  |
| Giuseppe Bonaparte (1768 - 1844)                 |                            | Maria Angela Salineri          |                                  |  |  |       |  |  |                                                    |  |  |                                   |  |
|                                                  | Giovanni Agostino Ramolino | Giovanni Girolamo Ramolino     |                                  |  |  |       |  |  |                                                    |  |  |                                   |  |
|                                                  | Giovanni Agostino Ramolino | Giovanni Girolamo Ramolino     |                                  |  |  |       |  |  |                                                    |  |  |                                   |  |
|                                                  | Giovanni Agostino Ramolino | Maria Letizia Boggiani         |                                  |  |  |       |  |  |                                                    |  |  |                                   |  |
| Giovanni Geronimo Ramolino (1723 - 1755)         | Giovanni Agostino Ramolino |                                |                                  |  |  |       |  |  |                                                    |  |  |                                   |  |
|                                                  |                            | Angela Maria Peri              | Andrea Peri                      |  |  |       |  |  |                                                    |  |  |                                   |  |
|                                                  |                            | Angela Maria Peri              | Andrea Peri                      |  |  |       |  |  |                                                    |  |  |                                   |  |
|                                                  |                            | Angela Maria Peri              | Maria Maddalena Colonna d'Istria |  |  |       |  |  |                                                    |  |  |                                   |  |
| Maria Letizia Ramolino (1750 - 1836)             |                            | Angela Maria Peri              |                                  |  |  |       |  |  |                                                    |  |  |                                   |  |
|                                                  |                            | Giuseppe Maria Pietrasanta     | Giovanni Antonio Pietrasanta     |  |  |       |  |  |                                                    |  |  |                                   |  |
|                                                  |                            | Giuseppe Maria Pietrasanta     | Giovanni Antonio Pietrasanta     |  |  |       |  |  |                                                    |  |  |                                   |  |
|                                                  |                            | Giuseppe Maria Pietrasanta     | Paola Brigida Sorba              |  |  |       |  |  |                                                    |  |  |                                   |  |
| Angela Maria Pietrasanta (1725 - 1790)           |                            | Giuseppe Maria Pietrasanta     |                                  |  |  |       |  |  |                                                    |  |  |                                   |  |
|                                                  |                            | Maria Giuseppa Malerba         | Ignazio Malerba                  |  |  |       |  |  |                                                    |  |  |                                   |  |
|                                                  |                            | Maria Giuseppa Malerba         | Ignazio Malerba                  |  |  |       |  |  |                                                    |  |  |                                   |  |
|                                                  |                            | Maria Giuseppa Malerba         | …                                |  |  |       |  |  |                                                    |  |  |                                   |  |
|                                                  |                            | Maria Giuseppa Malerba         |                                  |  |  |       |  |  |                                                    |  |  |                                   |  |